# Sobiechy
Sobiechy (niem. Sobiechen) – wieś w Polsce położona w województwie warmińsko-mazurskim, w powiecie węgorzewskim, w gminie Budry.
Wieś posiada kolonię (Kolonia Sobiechy).
W latach 1975–1998 miejscowość administracyjnie należała do województwa suwalskiego.

## Historia
Zasadźcą wsi był Maciej z Salpi. Przywilejem z 8 października 1562 roku otrzymał on sześć włók sołeckich z zadaniem założenia wsi na 60 włókach. Osadnicy otrzymali 10 lat wolnizny. W roku 1600 oprócz sołtysa było tu 25 chłopów czynszowych, sześciu zagrodników i dwóch rzemieślników.
Podczas akcji germanizacyjnej nazw miejscowych i fizjograficznych historyczna nazwa niemiecka Sobiechen została w lipcu 1938 r. zastąpiona przez administrację nazistowską formą Salpen.
Szkoła w Sobiechach została założona w roku 1741. W roku 1853 było w niej 112 uczniów, a w 1935 r. 90 uczniów. Po II wojnie światowej szkołę w Sobiechach uruchomiono w roku 1946. W roku szkolnym 1966/67 była tu szkoła ośmioklasowa. Szkoła Podstawowa w Sobiechach im. Bohaterów Listopada 1918 R. jest jedną z dwóch szkół podstawowych na terenie gminy Budry, druga w Budrach.